# 裕榮馬兜鈴
（學名：Isotrema yujungianum）是马兜铃科关木通属的一种植物，是台湾的特有植物。
叶片线形至披针形，喉口黑紫色，有时具黄斑。